# Regentschaft
Eine Regentschaft (lateinisch regere – ‚regieren‘, ‚lenken‘, ‚leiten‘) ist die stellvertretende Herrschaft durch ein nicht gekröntes Staatsoberhaupt in einer Monarchie an Stelle des Herrschers.
Statt einer einzelnen Person, kann jedoch auch ein Regentschaftsrat eingerichtet werden.

## Gründe
Gründe der Regentschaft sind Minderjährigkeit des legitimen Monarchen, seine Verhinderung durch eine schwere Krankheit (insbesondere Geisteskrankheit) oder Gefangenschaft.
Regent wird meist der nach der Primogeniturordnung nächstberufene, regierungsfähige Agnat. Dieser regiert dann als Prinzregent. Häufig wurde auch die Mutter des zukünftigen Herrschers – bei Minderjährigkeit – eingesetzt. Alternativ kommt auch ein Regentschaftsrat in Frage.
Im Heiligen Römischen Reich oblag den Reichsvikaren die Fortführung der laufenden Geschäfte für die Zeit zwischen dem Tod eines Kaisers und der Wahl eines neuen.

## Beispiele (Einzelne Regenten)
Historisch bedeutsam sind unter anderem die Regentschaften von:
- 223–253: Zhuge Liang, Jiang Wan und Fei Yi für den chinesischen Shu-Han-Kaiser Liu Shan
- 249–265: Sima Yi, Sima Shi und Sima Zhao für die chinesischen Wei-Kaiser
- 395–408: Stilicho für den weströmischen Kaiser Honorius
- 425–437: Galla Placidia für ihren Sohn, den weströmischen Kaiser Valentinian III.
- 10. und 11. Jh.: japanische Regenten der Familie Fujiwara
- 1507–1516: Ferdinand II. von Aragonien für seine Tochter  Johanna von Kastilien
- 1560–1589: Caterina de’ Medici für ihre Söhne Karl IX. und Heinrich III. von Frankreich
- 1637–1650 Amalie Elisabeth von Hanau-Münzenberg für ihren minderjährigen Sohn Wilhelm VI. von Hessen-Kassel
- 1715–1723: Régence: Philippe d’Orléans für Ludwig XV. von Frankreich
- 1811–1820: Regency: Georg IV. für seinen wahnsinnigen Vater
- 1833–1840: Maria Christina von Neapel-Sizilien für ihre Tochter Isabella II. von Spanien
- 1848–1849: Johann von Österreich als provisorisches Oberhaupt des damals entstehenden Deutschen Reiches
- 1884–1913: Albrecht von Preußen und danach Johann Albrecht für den Herzog des Herzogtums Braunschweig
- 1885–1902: Maria Christina von Österreich für ihren Sohn Alfons XIII. von Spanien
- 1886–1912: Prinzregentenzeit: Luitpold von Bayern für Ludwig II. und Otto
- 1890–1898: Niederlande: Emma zu Waldeck und Pyrmont für ihre Tochter Wilhelmina von Oranien-Nassau
- 1916–1918: Regentschaftskönigreich Polen, Wiedergründung des Königreichs Polen noch ohne Einsetzung eines Monarchen unter Kontrolle der Mittelmächte im Ersten Weltkrieg
- 1945–1950: Karl von Belgien für seinen Bruder Leopold III.

## Beispiele (Regentschaftsräte)
- 1598–1600: Rat der Fünf Regenten

## Osmanisches Reich
Als Regentschaften wurden in der westlichen Welt die offiziell unter der Oberherrschaft des Osmanischen Reichs stehenden Staaten Algier (1659–1830), Tunis (1591–1881) und Tripolis (1603–1835) bezeichnet. Oft aber agierten diese Staaten unabhängig oder wurden von anderen Staaten als souverän behandelt. Das Osmanische Reich betrachtete diese Staaten als privilegierte Provinzen (eyalet-i mümtaze). Aufgrund ihrer gemeinsamen geographischen Lage wurden diese zusammenfassend als Barbareskenstaaten bezeichnet.